# 林旧竹
林 旧竹（はやし きゅうちく、生年不明 - 1910年（明治43年）8月）は、明治時代の俳人、掃苔家。旧竹は俳号で、江戸時代の俳人・大江丸を継いで三世大江丸とも名乗った。
もとはスリの親方であったが、途中で掃苔趣味に目覚め、後に俳人に転じた異色の経歴の持ち主である。

## 生涯
旧竹が当初は「箱師」と呼ばれる形態のスリを行って生計を立てていたことは共通して諸文献上に伝わっているものの、その詳細については情報が錯綜している。市島謙吉によれば、旧竹は元々富裕な宿屋の家の生まれで、幼少時より俳諧など風流な遊びに親しんだが、財産を使い果たしてスリを働くまでに零落し、主に東京 - 静岡間を往復する列車内で箱師として犯行に及び、スリ仲間の間でも有名であったが最後まで警察に捕まらなかったという。一方で、森鷗外が伝記研究に際して記した覚書である『雑記』（東京大学附属図書館所蔵）では、旧竹は初め女帯の仕立を表の生業としていたが、箱師稼業では数回捕まっており、最後は3年間入牢していたとされ、彼の妻も女髪結いをしながら裏で万引きを行っていたとされる。
しかしいずれにせよ、旧竹はスリを行う傍ら、いつしか歴史上の偉人や著名人の墓所を訪問する掃苔にもいそしむようになり、各墓の情報を詳細に調査して本にまとめていき、やがてスリから足を洗って俳人の月の本為山（関為山）に入門して竹の本櫛山と名乗り、次いで二世大江丸の門下となり、その名跡を継いだ（ないし自称した）という。また、掃苔家の同好団体である東都掃墓会に入会して例会に参加したり、同会機関誌『見ぬ世の友』に上島鬼貫の墓の調査報告を寄稿したりしている。もっとも、墓地は姿を隠すのに好都合な場所であり、スリ時代にたびたび身を潜めていたことからの延長で掃苔を始めたとも、盗品をしまうのに著名人の墓を利用し、後で回収するためにその所在地や墓石の形状、墓碑銘を記録するうちに墓そのものへ興味を抱くようになったともいわれている。
『見ぬ世の友』は1902年（明治35年）10月の第21号を最後に廃刊し、旧竹のその後の詳細は不明となるが、1910年（明治43年）8月に東京で大水害が発生した時、外出中に隅田川が氾濫した知らせを聞き、自分が書きためた掃苔録が失われるのを恐れて向島の自宅へ戻ろうしたところで濁流に呑まれ、溺死したという。浅草田圃にあった幸龍寺に葬られたが、墓所の詳細は不明である。
死後、その掃苔録『墓碣餘誌』は、彼の未亡人から大槻如電を通じて南葵文庫に納められ、同文庫廃止後は東京帝国大学附属図書館（現・東京大学附属図書館）へ移った。同書は全23冊からなり、南葵文庫にて閲覧したことがある市島謙吉によれば、「豪傑、儒者、各種の芸術家等の墓を、夫々分類して編纂し、全部で十二種類を成し」ているとされる。他に、永井荷風も『墓碣餘誌』を1924年（大正13年）1月11日に南葵文庫で閲覧したことを『断腸亭日乗』に綴っている。
旧竹の生涯については、永井荷風や十一谷義三郎が小説作品化することを構想していたが、いずれも実現しなかった。

## 著書
- 墓碣餘誌 (東京大学総合図書館所蔵)[7]
- 英哲墓碑 (東京大学総合図書館所蔵)
- 『東京名墓苔の碑』（東京帝国大学附属図書館蔵書だったが関東大震災で焼失[19]）
- 『東都佳城墨影集』（西尾市岩瀬文庫所蔵[4]）

## 俳句作品
旧竹の俳句としては以下の作品が確認される。
- 「見ふるして 居てさへ梅の 朝と夕」（『一茶大江丸全集』収録[5]）
- 「涼しさや 今日手向たる あかの水」（1900年（明治33年）7月22日、西久保天徳寺で江戸の医師原芸庵の墓碑再建に合わせて開かれた東都掃墓会夏季大会にて詠んだ句[8][20]）
- 「見とめれは 名のある墓や 苔の下」（林旧竹編『東京名墓苔の碑』巻頭の句[19]）

## その他
『墓碣餘誌』巻7に「大松園あるし旧瓶老人」という人物が寄せた序文によると、旧竹は引っ越し魔だったようで、「馬喰町」、「浅草寺中梅園院中」、「飯田町」、「江東の外手町」、「麻布の庄北日か窪」、「大川ばた嬉しの梅の梺」、「相陽柳の都向福寺」、「田嶋山誓願寺のほとり」、「入谷村」、「神奈川青木といへる所滝の橋の東詰」、「浅草永住町」、「品川本宿袖か浦といへる磯」、「浅草千束の里」と転居をおびただしく繰り返したとのことである。